# Rhaphium latifacies
Rhaphium latifacies är en tvåvingeart som beskrevs av Van Duzee 1930. Rhaphium latifacies ingår i släktet Rhaphium och familjen styltflugor. Inga underarter finns listade i Catalogue of Life.